# تجاور
في علم النفس الاجتماعي، يعتبر التجاور (بالإنجليزية: Propinquity)‏ ومن (باللاتينية: propinquitas) بمعنى القرب، أحد العوامل الرئيسية التي تؤدي إلى الانجذاب بين الأشخاص.
يشير مصطلح "القرابة" إلى القرب الجسدي أو النفسي بين الناس. يمكن أن يعني التجاور القرب الجسدي أو القرابة القرابة العائلية بين الأشخاص، أو التشابه في الطبيعة بين الأشياء (المماثل يجذب المماثل). فعلى سبيل المثال، يكون لدى شخصين يعيشان في نفس الطابق من مبنى ما تجاور أعلى من أولئك الذين يعيشون على طوابق مختلفة، تمامًا كما يتمتع شخصان يتمتعان بمعتقدات سياسية مماثلة بتجاور أعلى من تلك التي تختلف بشدة معتقداتهما. كما يعتبر التجاور أحد العوامل المعينة، التي حددها جيريمي بنثام، التي تستخدم لقياس كمية المتعة (الفائدة العملية) في طريقة تعرف باسم حساب السعادة [الإنجليزية].

## تأثير التجاور
تُشير ظاهرة التجاور الاجتماعية إلى ميل الأفراد إلى تكوين صداقات أو علاقات عاطفية مع أولئك الذين يلتقون بهم بانتظام، مما يؤدي إلى تشكل رابطة بين الشخص وصديقه. وتكون التفاعلات في مكان العمل متكررة، وتعد هذه التفاعلات المتكررة علامة رئيسية على سبب تشكل العلاقات الوثيقة في هذا النوع من البيئات. بمعنى آخر، تميل العلاقات إلى التشكل بين أولئك الذين لديهم درجة عالية من التجاور.
وُضعت النظرية لأول مرة من علماء النفس ليون فيستنجر وستانلي شاشتر وكورت باك فيما أصبحت تسمى دراسات ويستجيت التي أجريت في معهد ماساتشوستس للتكنولوجيا (1950). الرسم البياني النموذجي للدائرة أو رسم أويلر البياني المستخدم لتمثيل ظاهرة التجاور الاجتماعية هو الموضح أدناه، حيث يشير U إلى المجموعة الكلية، وA إلى المجموعة أ، وB إلى المجموعة ب، وS إلى التشابه:
تتمثل المجموعات في أي موضوع ذي صلة بشخص أو أشخاص أو أشياء غير شخصية، اعتمادًا على السياق. ويمكن أن يكون التجاور أكثر من مجرد المسافة الجسدية. فمن سكان بناية سكنية يعيشون بالقرب من درج، على سبيل المثال، يميلون إلى إقامة صداقات مع سكان طوابق أخرى أكثر من الذين يعيشون بعيدًا عن الدرج. وتُفسر ظاهرة التجاور الاجتماعية عادةً بواسطة تأثير التعرض المحض، حيث يعتبر الكثرة في التعرض أمام الإثارة، كلما زادت تلك الإثارة على الإنسان، كلما أصبحت أكثر جاذبية. ويشترط أن يكون التعرض إيجابيًا لأن يؤثر تأثير التعرض المباشر على ظاهرة القرابة الاجتماعية. وإذا كان لدى الساكن تجارب سلبية متكررة مع شخص ما، فإن القرابة الاجتماعية لديه لها فرصة أقل للحدوث (نورتون وفروست وأرييلي، 2007).
في دراسة حول جاذبية العلاقات الشخصية (بيرسي وبيرسي، 1972)، خضع 23 طالبًا من طلاب علم النفس الخريجين، جميعهم من نفس الصف، لـ 9 ساعات من التدريب على الحساسية في مجموعتين. وأجريت اختبارات قبل وبعد التدريب لتقييم مواقفهم الإيجابية والسلبية تجاه كل عضو في الصف. وكان أعضاء مجموعة التدريب على الحساسية نفسها يقيّمون بعضهم البعض بشكل أعلى في الاختبار اللاحق بالمقارنة مع تقييمهم لأعضاء المجموعة الأخرى في الاختبارين الأول واللاحق، وكذلك بالمقارنة مع تقييمهم لأعضاء مجموعتهم الخاصة في الاختبار الأول. وأشارت النتائج إلى أن التدريب على الحساسية لمدة 9 ساعات زاد من تعرض الطلاب في نفس المجموعة لبعضهم البعض، وبالتالي أصبحوا أكثر جاذبية بالنسبة لبعضهم البعض.
القرابة الاجتماعية هي واحدة من التأثيرات التي تستخدم لدراسة ديناميكية المجموعات. على سبيل المثال، أجريت دراسة بريطانية على نساء إيرلندية مهاجرات لمراقبة كيفية تفاعلهن مع بيئاتهن الجديدة (ريان، 2007). وأظهرت هذه الدراسة أنهن أصبحن أصدقاء لبعض النساء الآخريات بشكل أسهل بكثير من غيرهن، مثل زميلات الدراسة والعمل، والجيران نتيجة للمصالح المشتركة والأوضاع المشتركة والتفاعل المستمر.
وبالنسبة للنساء اللاتي شعرن بالغربة عندما بدأن حياتهن في مكان جديد، فإن الإنجاب سمح لهن بتشكيل روابط مختلفة مع الأمهات الأخريات. كما أن إشراك الأطفال في الأنشطة مثل الأندية المدرسية والفرق الرياضية، سمح أيضًا لهن بتوسيع الشبكات الاجتماعية، مما يمنح النساء قاعدة دعم أقوى، سواء كان ذلك عاطفيًا أو غير ذلك.

## الأنواع
هناك أنواع مختلفة من التجاور، يتفاوت بين القرابة الصناعية / المهنية، حيث يميل الأشخاص المتشابهون العاملون في نفس المجال أو الوظيفة إلى الإنجذاب نحو بعضهم البعض.
القرابة السكنية، حيث يميل الأشخاص الذين يعيشون في نفس المنطقة أو داخل أحياء بعضهم البعض إلى التجمع.
التجاور الاجتماعي بالتعارف، وهو شكل من أشكال التجاور الذي يحدث عندما يميل الأصدقاء إلى الانجذاب لبعضهم البعض بشكل خاص. وأجريت العديد من الدراسات لتقييم مختلف أنواع التجاور الاجتماعي وتأثيره على الزواج.

## التجاور الظاهري
أدى ظهور الرسائل الفورية والتواصل عبر الفيديو إلى تقليل تأثيرات التجاور الاجتماعي. فالتفاعلات الإلكترونية قد سهلت التفاعلات الفورية والقريبة مع الآخرين على الرغم من عدم الوجود الجسدي. وهذا يسمح بوجود "تجاور افتراضي" يربط الناس افتراضيًا. ومع ذلك، أظهرت الأبحاث التي جاءت بعد ظهور الإنترنت والبريد الإلكتروني أن المسافة الجغرافية لا تزال عاملًا قويًا في التنبؤ بالتواصل، والتفاعل، والصداقة، والتأثير.

## في الأدب والثقافة الشعبية
المشهد الأول، الفصل الأول من مسرحية الملك لير للشاعر ويليام شكسبير(ترجمة للعربية):
| تجاور | لير: ليكن الأمر كذلك، وليكن الصدق بائنتك مني. قسمًا بوهج الشمس المقدس، وأسرار «هيكات» والليل، وبكل أفاعيل الكواكب التي تملك الحياة والموت، لقد نزعت عنك ولايتي الأبوية، وبترت أواصر القربى بينك وبيني، وأسقطت حق الدم عليك، وأقصيتك منذ اليوم عن قلبي ونفسي. ولعمري لن يكون صدري أعطف ولا أشفق، ولا أحن عليك، أنت التي كنت ذات يوم. من بناتنا، منه على ذلك «السياذى» الضاري الذي يمزق أجساد أبنائه ليجعل من لحمهم مزدردا يملأ به جوفه. | تجاور |

"الحب علم"، قصة قصيرة من تأليف الكاتب الكوميدي ماكس شولمان، تتحدث عن فتاة تدعى زيلدا جيلروي تؤكد لزميلها في مختبر العلوم، دوبي جيليس، أنه سيأتي يوم وسيحبها بفعل التجاور، حيث ستضعهم أسماؤهم المشابهة في الجوار طوال فترة الدراسة. أخرج "الحب علم" في مسلسلٍ كوميدي تلفزيوني يحمل عنوان العديد من أحباب دوبي جيليس [الإنجليزية] في عام 1959، وشارك فيه دوبي جيليس بدور البطولة وظهرت زيلدا كشخصية شبه دائمة. كما أنتج فيلم تلفزيوني عام 1988 يستند إلى المسلسل بعنوان "أحضر لي رأس دوبي جيليس"، والذي يصوّر دوبي وزيلدا متزوجين.
"التجاور (لقد بدأت الاهتمام للتو)" هي أغنية لمايك نسميث. سُجلت لأول مرة من قبل نيسميث في عام 1968 عندما كان مع فرقة المونكيز، على الرغم من عدم ظهور هذا الإصدار حتى العقد 1990. وكانت النسخة الأولى التي أصدرت هي لفرقة "نيتي غريتي ديرت باند". على ألبومهم أنكل تشارلي آند هيس دوغ تيدي، وأصدر نيسميث نسخة جديدة على ألبومه الفردي نيفادا فايتر.
في الصفحة 478 من رواية الحرية لجوناثان فرانزن عام 2010، يعزو والتر عدم قدرته على التوقف عن ممارسة الجنس مع لاليثا إلى "التجاور اليومي".
في الصفحة 150 من رواية مايكل أونداتجي [الإنجليزية] المريض الإنجليزي ""قال في وقت لاحق إنه كان التجاور. التجاور في الصحراء. يفعل ذلك هنا، قال. كان يحب الكلمة - قرب الماء، وقرب جسدين أو ثلاثة في سيارة تقودهم في الصحراء لمدة ست ساعات".
في رواية جيمس بوند التي كتبها إيان فليمنج عام 1957 بعنوان الماسات للأبد، يقول فيليكس ليتر لبوند: "لا شيء ينجح مثل التجاور".
في رواية ويليام فولكنر عام 1936، أبشالوم، أبشالوم!، روزا، في شرحها لكوينتين سبب موافقتها على الزواج من ساتبن، صرحت، "أنا لا أدافع عن التجاور: حقيقة أنني، امرأة شابة وفي سن الزواج وفي وقت كان فيه معظم الشباب الذين أنا كان من الممكن أن أعلم عادة أنهم ماتوا في ساحات القتال الضائعة، وأنني عشت معه لمدة عامين تحت سقف واحد ".
في الكوميكس الإلكتروني لراين نورث "ديناصور كوميكس"، يناقش تي-ريكس التجاور.
في رواية بي. جي. وودهاوس "رايت هو، جيفز"، يسأل بيرتي: "ماذا تسميه عندما يُلقى رجل وامرأة معا في اقتران وثيق في مكان معزول يلتقيان كل يوم ويشاهدان بعضهما كثيرًا؟"، ليجيب جيفز "هل هي 'التجاور' هي الكلمة التي تريدها، سيدي؟"، بيرتي يجيب: "نعم، أراهن كل شيء على التجاور يا جيفز."
في قصة إرنست طومسون سيتون القصيرة "أرنو: تاريخ الحمام الزاجل" المنشورة في أبطال الحيوانات (1905): "تُرتب زيجات الحمام مثل زواج الجنس البشري. التجاور هو أول شيء: اجبر الزوجين معًا لبعض الوقت ودع الطبيعة تأخذ مجراها ".

## مقالات ذات صلة
- ترابط بشري - عملية تطوير علاقة شخصية قريبة بين الأفراد
- قربيات (اجتماع) - دراسة استخدام الإنسان للمساحة وتأثير الكثافة السكانية على السلوك
- تأثير ويسترمارك - فرضية تشير إلى أن الأشخاص الذين ينشأون معًا يصبحون غير حساسين للجذب الجنسي
- منحنى ألين - تمثيل بياني للاتصال الإنساني.